# Z (symbol)
Písmeno Z v latince (rusky зет, zet) je jedním z několika symbolů (včetně písmen V a O) namalovaných na vojenských vozidlech ruských ozbrojených sil zapojených do ruské invaze na Ukrajinu v roce 2022. Spekuluje se, že „Z“ pomáhá rozlišit operační skupiny od sebe navzájem a slouží jako identifikátor, aby se zabránilo přátelské palbě; ruští představitelé však tvrdí, že tento symbol má různý význam.
Vzhledem ke spojení s válkou na Ukrajině se Z stalo militaristickým symbolem ruské propagandy a ruští civilisté jej používají k vyjádření podpory invazi. Symbol byl následně v různých zemích zakázán vystavovat na veřejnosti a jeho používání bylo několika evropskými vládami kriminalizováno. Odpůrci války nazývají symbol Z pejorativně zvastika v narážce na nacistickou svastiku nebo posměšně v ruštině a ukrajinštině jako ziga (rusky зига) v narážce na frázi Sieg Heil. Někteří ukrajinští představitelé a uživatelé internetu označují Rusko jako Ruzzko (rusky Роzzия, ukrajinsky Роzzія).

## Pojmenování

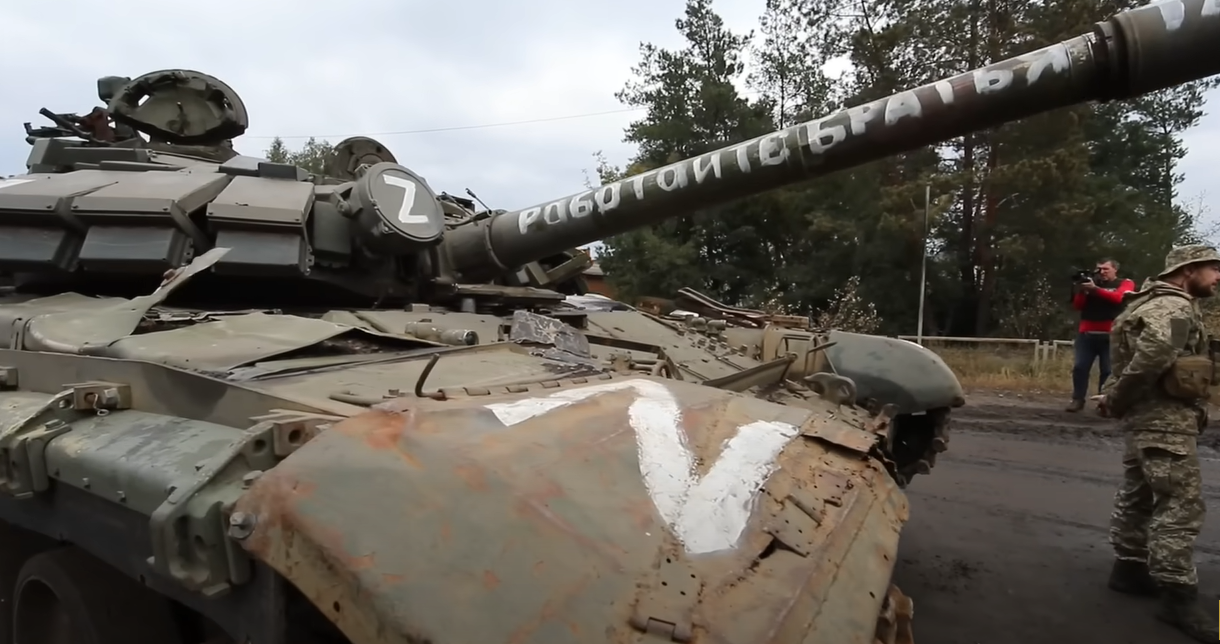
Ruský tank T-72 s nápisem Z, opuštěný během charkovské protiofenzívy na podzim 2022

Ministerstvo obrany Ruska na Instagramu 3. března zveřejnilo, že symbol „Z“ je zkratkou slovního spojení „za vítězství“ (rusky за победу, za pobedu), zatímco symbol „V“ znamená „síla je v pravdě“ (rusky сила в правде, sila v pravdě) a „Úkol bude splněn“ (rusky задача будет выполнена, zadača budět vypolněna). MO později navrhlo alternativní významy pro „Z“, včetně „Za mír“ (rusky за мир, za mir), „Za pravdu“ (rusky за правду, za pravdu), „Za naše“ (rusky за наших, za našich) a písmeno Z ve slovech demilitarizace a denacifikace, což ruský prezident Vladimir Putin prohlásil za účel invaze.
Jiný výklad pro „Z“ je ruské slovo pro západ (rusky запад, zapad), které označuje Západní vojenský okruh nebo pěchotu směřující na západ, přičemž symbol „V“ podobně označuje slovo pro východ (rusky восток, vostok).

## Použití jako pro-válečná symbolika

### Rusko

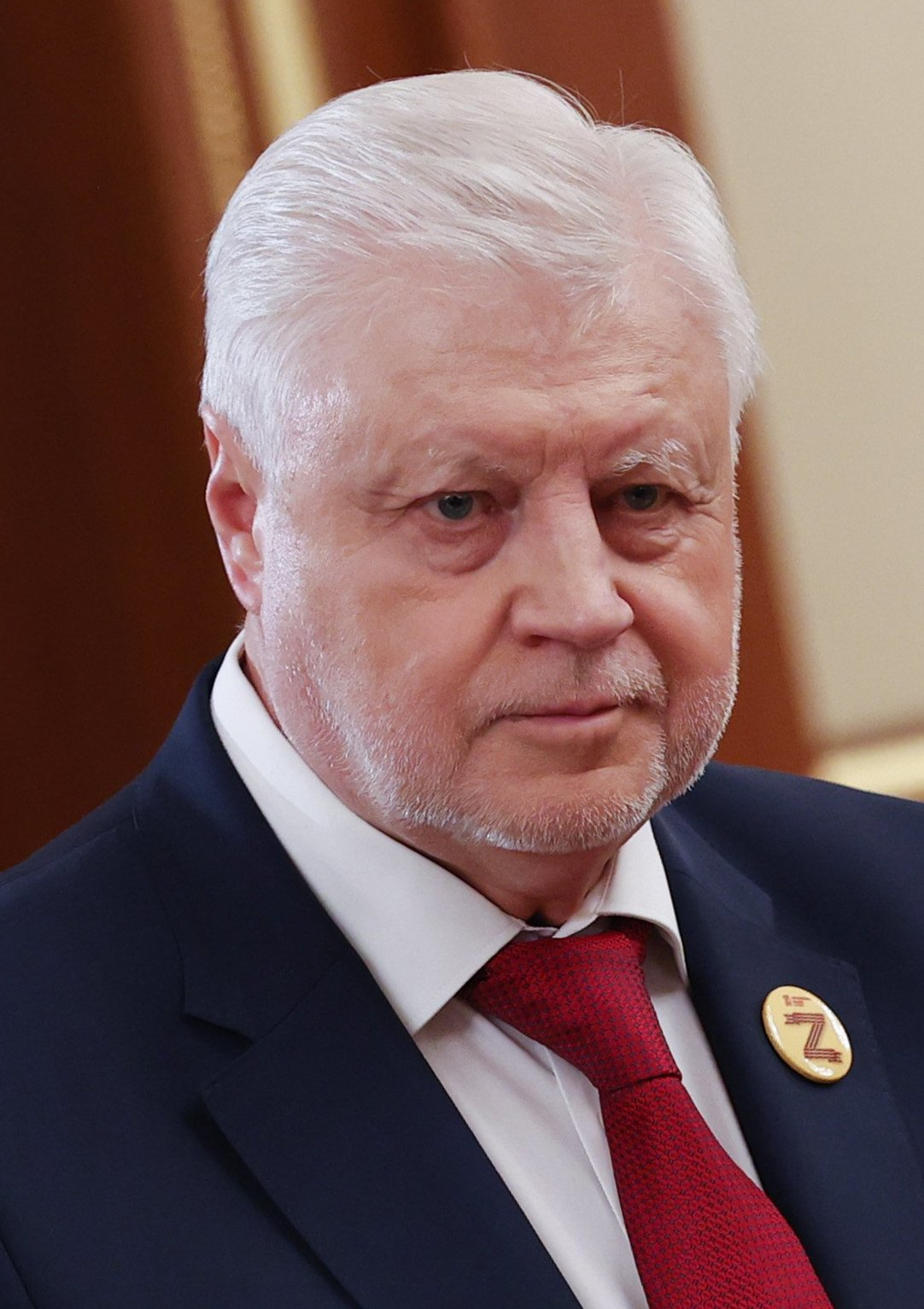
Sergej Michajlovič Mironov s odznakem se symbolem "Z"

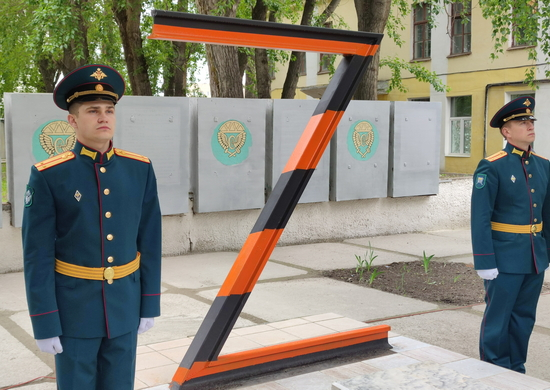
Válečný pomník "Z" v Jekatěrinburgu s čestnou stráží

Od poloviny března 2022 začala ruská vláda používat písmeno „Z“ jako proválečný propagandistický motiv a proputinovští civilisté si ho přivlastnili jako symbol podpory ruské invaze. Generální ředitel Roskosmosu Dmitrij Rogozin začal psát své příjmení jako RogoZin (rusky РогоZин) a nařídil zaměstnancům Ruskem spravovaného kosmodromu Bajkonur v Kazachstánu, aby označovali zařízení symboly „Z“ a „V“. Prokremelské kanály Telegramu od začátku invaze začlenily do svých názvů písmeno Z a ruský telekomunikační úřad Roskomnadzor změnil rukojeť svého kanálu Telegram tak, aby v jeho názvu bylo vidět „Z“. Symbol „Z“ také propagovaly ruské vládní agentury v nacionalistických zprávách a videích na VK. Mítink v Moskvě v roce 2022, který se konal 18. března 2022 a který prezident Putin využil k získání podpory pro válku, byl v Rusku oficiálně nazván „Za svět bez nacismu“ (rusky Zа мир без нацизма) přičemž latinské „Z“ nahradilo ruské „З“. Syrští vojáci, které Rusko najalo, aby se připojili k invazi, zvedali plakáty se symbolem „Z“ a zároveň jásali na videích vysílaných ruskými státními médii. Dne 22. března 2022 Rusko vypustilo raketu Sojuz se symbolem „Z“.

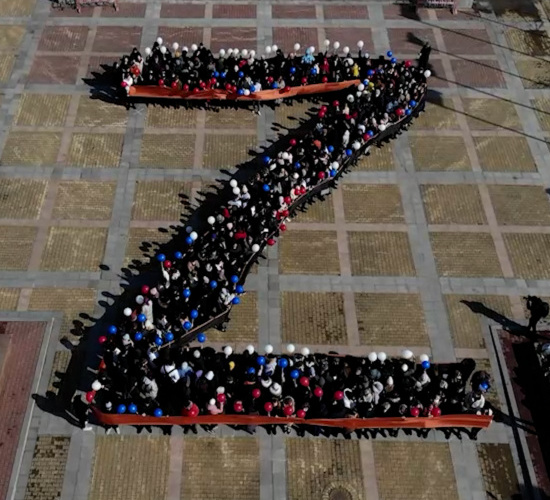
Obyvatelé Chabarovska, včetně členů Mladé gardy Jednotného Ruska, se seřadili do formace "Z", jak to zorganizovala městská správa a strana Jednotné Rusko.
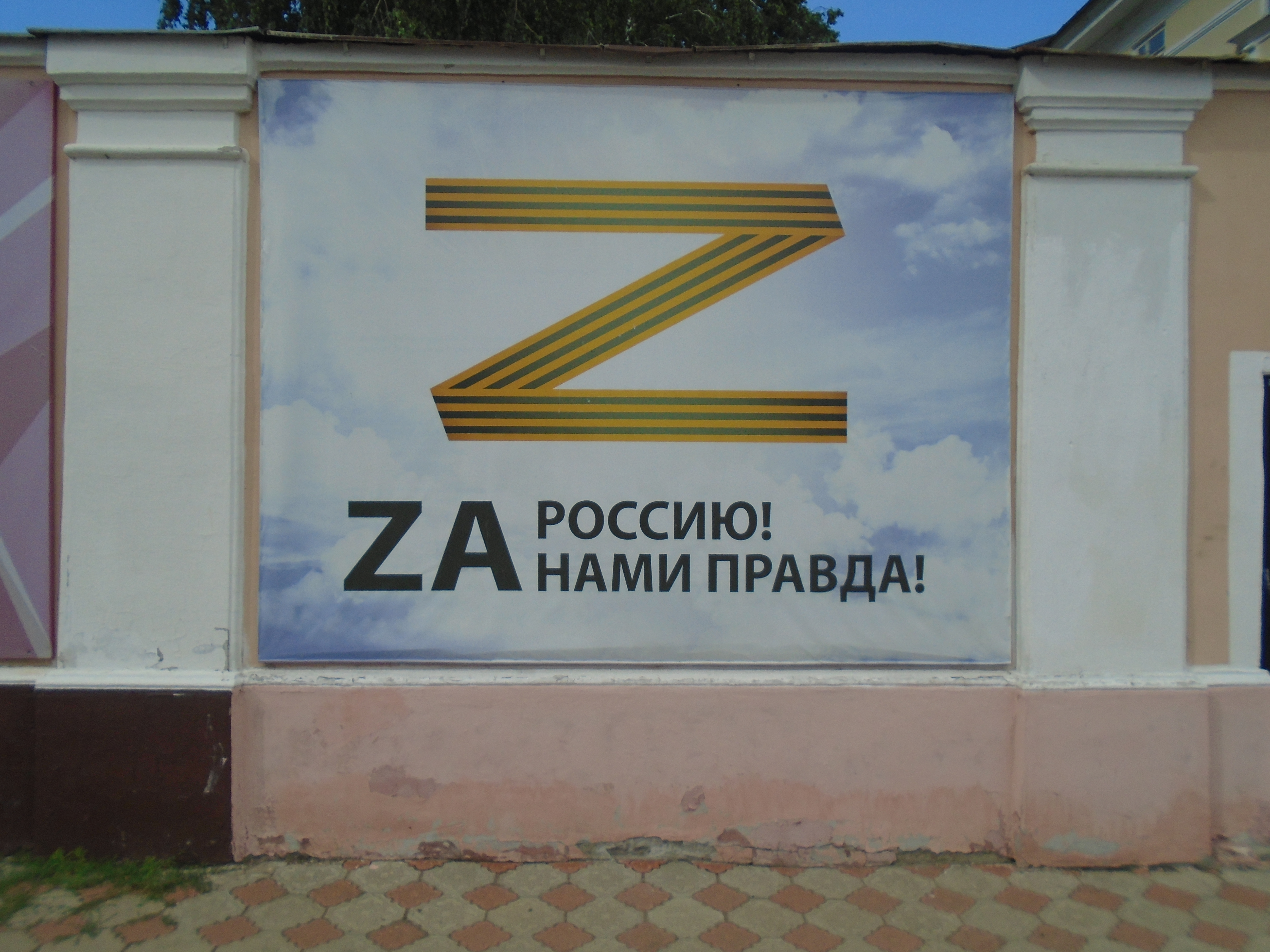
Nástěnná malba "Z" v barvách stuhy svatého Jiří se sloganem "Pravda je s námi" v Jelabugě
"Z" v barvách stuhy svatého Jiří s hashtagem #СвоихНеБросаем (#SvoichNěBrosajem; "Neopouštíme své")